# Barbastro
Barbastro est une municipalité de la comarque de Somontano de Barbastro, dans la province de Huesca, dans la communauté autonome d'Aragon en Espagne.

## Histoire
À l’époque romaine, la ville fait partie de la province d’Hispanie citérieure, puis de la Tarraconaise.
La ville est prise par les Arabes de Muza (711), qui lui donnent le nom de Barbaschter, qui viendrait de Barbastrum, selon l’hypothèse la plus communément admise. Elle reste musulmane jusqu’en 1063, lorsqu’elle est prise par Sanche Ramírez, avec l’aide de la croisade dite de Barbastro, conduite par le duc Guillaume VIII d’Aquitaine. Le succès de cette croisade a un important retentissement. Ramire Ier d'Aragon tente ensuite de prendre Barbastro et Graus, places stratégiques qui forment un coin dans son domaine. Barbastro est la capitale du district nord-ouest de la taïfa de Saragosse. Un important marché régional s’y tenait.
Le 2 juin 1837 s'y déroula une sanglante bataille sans avantage décisif entre les Carlistes et les troupes de la reine. La Légion Étrangère y participa contre un contingent de volontaires étrangers servant les Carlistes, l'acharnement des combats entre ces anciens frères d'armes frappa les observateurs (François Achille Bazaine, le futur maréchal et Martinez tué à Magenta dans les rangs du 2e Étrangers)

## Lieux et monuments
- La cathédrale gothique du XVIe siècle

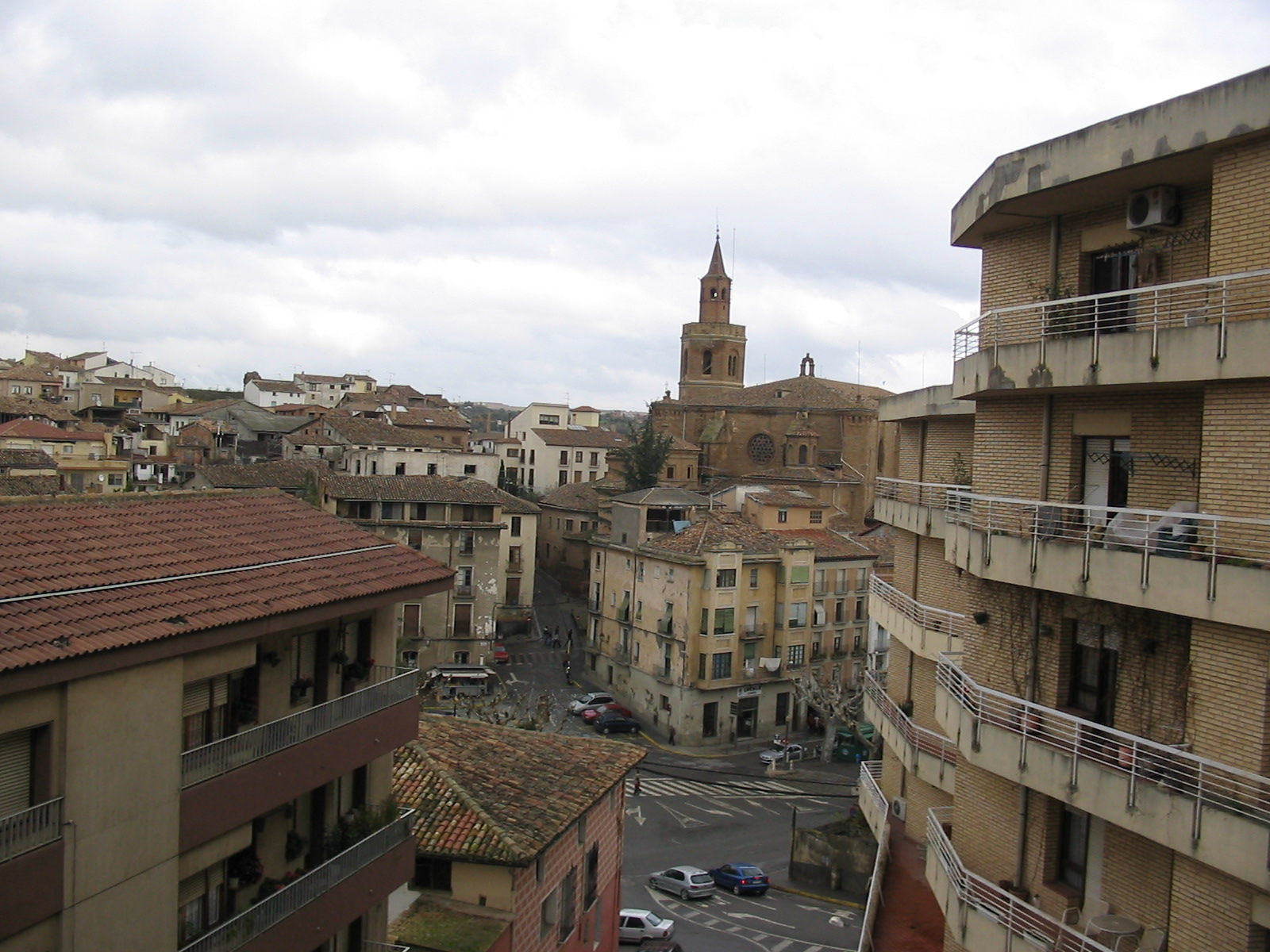
Vue de Barbastro et de la cathédrale Santa María de la Asunción
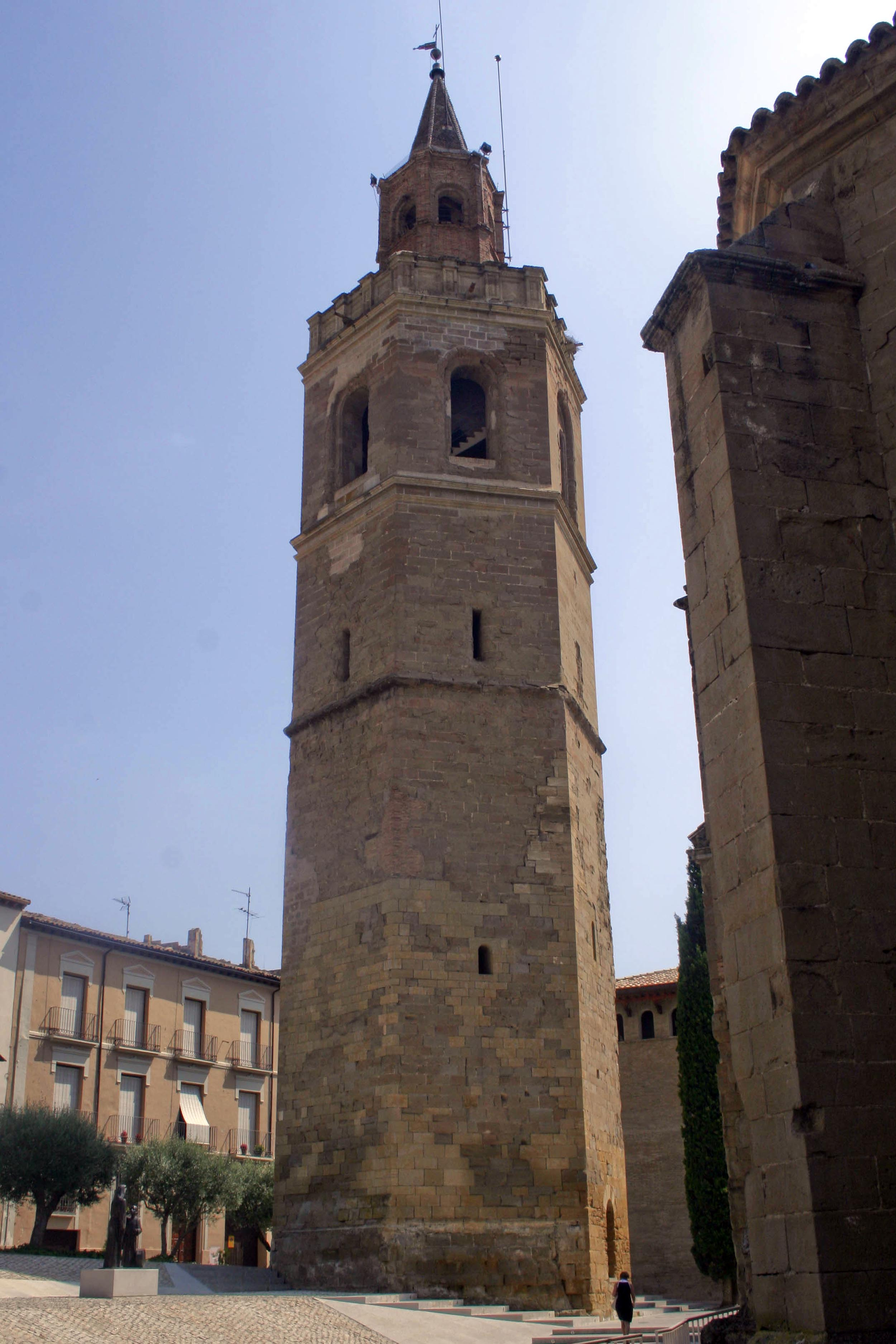
Le clocher-tour de la cathédrale
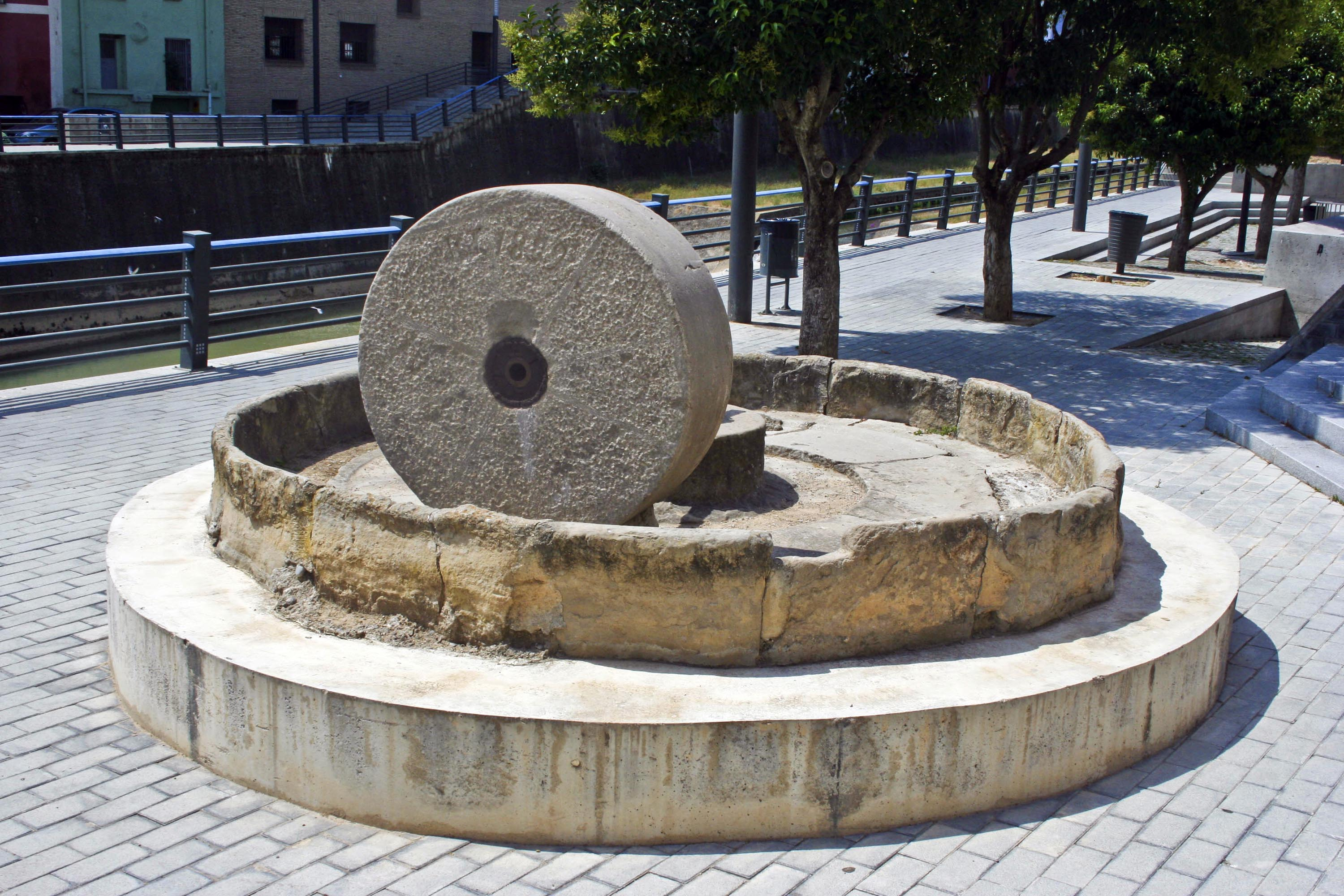
Moulin à huile

## Personnalités liées à la commune
- Josemaría Escrivá de Balaguer y est né.
- Zéphyrin Giménez Malla, né en 1861, de famille gitane, il vit de façon nomade pendant 40 ans puis s'établit à Barbastro ; en 1936, pendant la guerre civile, il prend la défense d'un prêtre maltraité ; arrêté à son tour, il est tué à Barbastro le 9 août de la même année ; en 1997, il a été reconnu bienheureux par l'Église catholique.
- Manuel Vilas, écrivain espagnol, y est né en 1962.
- Sergio Samitier, cycliste espagnol, y est né en 1995.

## Jumelage
- Saint-Gaudens  France